# Fertőzés (film)
A Fertőzés (eredeti cím: Contagion) 2011-ben bemutatott amerikai thriller-katasztrófafilm Steven Soderbergh rendezésében. A stáblistán olyan nevek találhatók, mint Marion Cotillard, Matt Damon, Laurence Fishburne, Jude Law, Gwyneth Paltrow, Kate Winslet, Bryan Cranston, Jennifer Ehle és Sanaa Lathan.
Az informátor! (2009) című filmjüket követően Soderbergh és Scott Z. Burns forgatókönyvíró egy vírus gyors terjedését bemutató filmről tárgyaltak, amelyet olyan járványok ihlettek, mint a 2002-2004-es SARS-járvány és a 2009-es influenzajárvány. Burns konzultált az Egészségügyi Világszervezet képviselőivel, valamint olyan orvosi szakértőkkel, mint W. Ian Lipkin és Larry Brilliant. A forgatás 2010 szeptemberében kezdődött Hongkongban, majd 2011 februárjában Chicagóban, Atlantában, Londonban, Genfben és San Franciscóban folytatódott.
A filmet a 68. Velencei Nemzetközi Filmfesztiválon mutatták be 2011. szeptember 3-án, és 2011. szeptember 9-én került a mozikba. A pénztáraknál jól teljesített, 136,5 millió dolláros bevételt hozott a 60 millió dolláros költségvetéssel szemben. A kritikusok dicsérték a filmet a narratívája és az alakítások miatt, a tudósok pedig a pontosságáért. A film 2020-ban a COVID-19 világjárvány megjelenése miatt újból népszerű lett.

## Rövid történet
Egészségügyi szakemberek, kormányzati tisztviselők és hétköznapi emberek egy világjárvány kellős közepén találják magukat, miközben a CDC a gyógymód megtalálásán dolgozik.

## Szereplők
| Szerep              | Színész            | Magyar hang        |
| ------------------- | ------------------ | ------------------ |
| Dr. Leonora Orantes | Marion Cotillard   | Gubás Gabi         |
| Mitch Emhoff        | Matt Damon         | Stohl András       |
| Dr. Ellis Cheever   | Laurence Fishburne | Gáti Oszkár        |
| Alan Krumwiede      | Jude Law           | Széles Tamás       |
| Beth Emhoff         | Gwyneth Paltrow    | Bertalan Ágnes     |
| Dr. Erin Mears      | Kate Winslet       | Major Melinda      |
| Lyle Haggerty       | Bryan Cranston     | Rosta Sándor       |
| Dr. Ally Hextall    | Jennifer Ehle      | Kisfalvi Krisztina |
| Dr. Ian Sussman     | Elliott Gould      | Koroknay Géza      |
| Sun Feng            | Chin Han           | Takátsy Péter      |

## Médiakiadás
A Fertőzés 2012. január 3-án jelent meg DVD-n és Blu-rayen Észak-Amerikában, az Egyesült Királyságban pedig 2012. március 5-én. Megjelenésének első hetében 411 000 eladott darabszámmal, 6,16 millió dolláros bevétellel a DVD-listák élére került. Ugyanezen a héten 274 000 Blu-ray példányt adtak el belőle 4,93 millió dollárért, ezzel szintén a lista élére került. A DVD-eladások a megjelenés második hetében visszaestek, 193 000 darabot adtak el 2,89 millió dollár értékben. 2012. július elejéig a filmből 802.535 példányt adtak el DVD-n, ami 12,01 millió dolláros bevételt hozott.

## Fogadtatás
A film általánosságban pozitív kritikákat kapott. A Rotten Tomatoes oldalán 85%-ot ért el 272 kritika alapján, és 7.9 pontot szerzett a tízből. A Metacritic honlapján 70 pontot szerzett 38 kritika alapján. A CinemaScore oldalán átlagos minősítést kapott.

## Hagyaték
2020-ban a film újból népszerűvé vált a COVID-19 világjárvány miatt, amely némi hasonlóságot mutat a filmben ábrázolt világjárvánnyal. 2020 márciusában a Fertőzés a hetedik legnépszerűbb film volt az iTunes-on, a Warner Bros. második számú katalóguscímeként szerepelt, szemben a 2019 decemberében elért 270. helyezéssel, és 2020 januárjában az előző hónaphoz képest 5 609 százalékkal nőtt az átlagos napi látogatottság a kalózoldalakon. Az HBO Now arról is beszámolt, hogy a Fertőzés két héten keresztül a legnézettebb film volt.
Mivel a film népszerűsége tovább nőtt, a szereplők 2020 márciusában a Columbia Egyetem Mailman Közegészségügyi Iskolájával együttműködve újra összeálltak egy PSA reklámfilmben. Ami a 2020-as újbóli fellendülést illeti, Scott Z. Burns forgatókönyvíró a The Washington Postnak adott interjújában így reagált: „Ez szomorú és frusztráló. Szomorú, mert olyan sok ember hal meg és betegszik meg. Frusztráló, mert úgy tűnik, az emberek még mindig nem értik meg, hogy milyen helyzetben vagyunk, és hogy ez elkerülhető lett volna, ha megfelelően finanszírozzuk ezt az egészet körülvevő tudományt. Az is szürreális számomra, hogy a világ minden tájáról írnak nekem, és azt kérdezik, honnan tudtam, hogy denevérről lesz szó, vagy honnan ismerem a "társadalmi távolságtartás" kifejezést. Nem volt kristálygömböm – nagyszerű szakértelemhez volt hozzáférésem. Tehát, ha az emberek úgy találják, hogy a film pontos, az bizalmat kell, hogy adjon nekik a közegészségügyi szakértők felé, akik most is ott vannak a világban, és próbálnak útmutatást adni nekünk."
2021 februárjában Matt Hancock brit egészségügyi miniszter elárulta, hogy a Fertőzés című filmben a vakcinákért folytatott küzdelem arra ösztönözte, hogy sokkal nagyobb mennyiségű COVID-19 vakcinát rendeljen az Egyesült Királyság számára, mint azt tanácsadói javasolták, felgyorsítva ezzel az Egyesült Királyság vakcinázási programjának esetleges bevezetését más európai országok előtt.
2020 decemberében Soderbergh bejelentette, hogy egy "filozofikus folytatás" készül a filmhez.